# Trzęsienie ziemi w Meksyku (1985)
Trzęsienie ziemi w Meksyku w 1985 roku – trzęsienie ziemi o sile 8,1 stopni w skali Richtera, które nawiedziło miasto Meksyk w dniu 19 września 1985 roku.
Choć epicentrum znajdowało się ponad 350 km na południowy zachód od miasta Meksyk na Oceanie Spokojnym, to siła wstrząsu, położenie miasta na niestabilnym gruncie oraz jego gęsta zabudowa spowodowały, że stolica ucierpiała najbardziej. Na skutek wstrząsów zawaliło się wiele budynków lub zostało poważnie uszkodzonych, w tym także szpitale. Wiele osób pozostało bez dachu nad głową i wody pitnej. Według danych rządowych około 250 000 ludzi straciło swoje domy bezpośrednio z powodu trzęsienia ziemi. Niektóre źródła podają, że ponad 50 tysięcy rodzin straciło swoje domy. Na skutek kataklizmu zginęły oficjalnie 10 153 osoby, ale eksperci zgodzili się, że mogło zginąć nawet 40 tysięcy osób. Na miejsce katastrofy przybyła amerykańska pierwsza dama Nancy Reagan i aktor John Gavin.